# جريمة القتل في القانون النرويجي
في النرويج، قد يكون فعل القتل إما مخططا له أو عمدا أو نتيجة الإهمال.

## فئات القتل
| الاسم                                  | تعريف |
| -------------------------------------- | --- |
| القتل المخطط له                        | هي جريمة قتل ارتُكبت بنية قتل شخص آخر، من قبل شخص عاقل تمامًا ومدركًا لما يفعله، وكان قد خطط بالفعل لارتكاب جريمة قتل. يعاقب على القتل المخطط له بالسجن لمدة تصل إلى 21 عامًا، بغض النظر عن عدد ضحايا القتل. في ظل ظروف خاصة، مثل القتل بوحشية شديدة، أو القتل الجماعي، أو إذا كان هناك سبب للاعتقاد بأن الجاني قد يرتكب جريمة قتل مرة أخرى، يمكن الحكم بسنوات إضافية من السجن. يحدث هذا عادة في جلسة استماع للمحكمة قرب نهاية العقوبة ولا يعد عقوبة، ولكنه إجراء لحماية الجمهور. |
| جريمة قتل من الدرجة الأولى             | هي جريمة قتل ارتُكبت بنية قتل شخص آخر، من قبل شخص عاقل تمامًا ومدركًا لما يفعله، وكان قد خطط بالفعل لارتكاب جريمة قتل. يعاقب على القتل المخطط له بالسجن لمدة تصل إلى 21 عامًا، بغض النظر عن عدد ضحايا القتل. في ظل ظروف خاصة، مثل القتل بوحشية شديدة، أو القتل الجماعي، أو إذا كان هناك سبب للاعتقاد بأن الجاني قد يرتكب جريمة قتل مرة أخرى، يمكن الحكم بسنوات إضافية من السجن. يحدث هذا عادة في جلسة استماع للمحكمة قرب نهاية العقوبة ولا يعد عقوبة، ولكنه إجراء لحماية الجمهور. |
| جريمة قتل من الدرجة الثانية            | هي جريمة قتل تم ارتكابها بنية قتل شخص آخر أو معرفة أن الموت سيكون النتيجة الأكثر ترجيحًا لفعل ما، من قبل شخص عاقل تمامًا ومدركًا لما يفعله، دون التخطيط لارتكاب جريمة القتل مقدما. يندرج قتل العاطفة عادة ضمن هذه الفئة. يعاقب على القتل العمد بالسجن من 6 إلى 12 سنة. |
| القتل نتيجة الإهمال أو القتل غير العمد | تُعرَّف بأنها حالة قُتل فيها شخص نتيجة إهمال الجاني. على سبيل المثال، قد يُدان سائق السيارة بتهمة القتل العمد إذا قُتل شخص ما نتيجة لقيادته المتهورة. يعاقب على القتل نتيجة الإهمال بالسجن لمدة تصل إلى 3 أو 6 سنوات في حالة الإهمال الجسيم. |

## أشكال متنوعة من القتل
الانتحار بمساعدة غير قانوني بشكل عام في النرويج، وسيتم التعامل معه في معظم الحالات على أنه قتل مخطط له، على الرغم من أن العقوبة قد تكون أخف حسب الظروف.
لقد نوقش القتل الرحيم كثيرًا في النرويج. وقد أعربت بعض المجموعات عن أنه يجب أن يكون قانونيًا في الحالات التي يكون فيها الضحية عاقلاً ومدركًا تمامًا لما يطلبه. ومع ذلك، فإن أعمال القتل الرحيم غير قانونية، ويتم التعامل معها على أنها أي شكل آخر من أشكال الانتحار بمساعدة.